# Войнилович (фамилия)

Герб рода Войниловичей

Войнило́вич (бел. Вайніловіч; лит. Vainilavičius; пол. Wojniłowicz, Wojniłłowicz, Woyniłowicz, Woyniłłowicz) — белорусская фамилия, вошедшая также в литовскую и польскую фамильные системы, встречается также на Украине. Относится к древнейшим памятникам белорусской антропонимии времён Великого княжества Литовского.
Фамилия Войнило́вич восходит к отчеству Войни́лович, которое образовано от личного имени Войнило. Его происхождение в литературе по ономастике толкуется по-разному. Большинство языковедов считает это имя славянским, но есть версия его балтийской (литовской) этимологии.
Ударение на предпоследнем слоге в фамилии Войнилович появилось под влиянием польского языка (как и у всех фамилий на -ич в Восточной Европе), но фамилия не является польской по происхождению. Существуют родственные белорусские фамилии Войнило, Войнилко, Войнилов, и украинская фамилия Войниленко. Фамилия Войнилов встречается также в России, но, вероятно, имеет белорусские корни.
Фамилия Вайнилович является фонетическим вариантом фамилии Войнилович в современном белорусском языке. Литовская фамилия Вайнилавичюс соответствует белорусской фамилии Войнилович. В Литве известна также фамилия Вайнилайтис (лит. Vainilaitis). Иногда в фамилиях для облагораживания удваивается «л»: Войнилович — Войниллович, Войнило — Войнилло. Это было довольно модно, и часто встречается в белорусских фамилиях на -ло (ср. Бирило — Бирилло, Струмило — Струмилло).
В Беларуси и на Волыни известен дворянский род Войниловичей, представители которого ведут свои корни от бояр и шляхты Великого княжества Литовского.

## Этимология и происхождение

### Славянская версия
Белорусский языковед Николай Бирилло и польский Казимеж Рымут считают имя Войнило производной (народно-разговорной) формой славянского имени Война, которое связывают с апеллятивом война («вооружённая борьба»). Николай Бирилло относит имя-прозвище Война (наряду с именами Гром, Град и др.) к подгруппе имён «абстрактных явлений природы и жизни общества».
Украинский языковед Мария Демчук предлагает рассматривать часть таких имён как сокращённые формы древних славянских двухосновных имён: Война и Войнило (от Воин ← Воинег), Войно (от Войномир), Гром (от Громослав/Громислав) и т. д.
В древности существовало множество славянских имён с суффиксом -ило, часть из которых, вероятно, являлось усечёнными вариантами двухосновных имён, например: Воило — от Воислав или Воимир, Владило — от Владислав или Владимир, Станило — от Станислав или Станимир, Путило — от Путислав или Путимир, Ярило — от Ярослав или Яромир и др. (во всех именах есть компонент -слав «честь, похвала, слава» или компонент -мир «спокойствие, согласие»). Также известны такие славянские двухосновные имена как Войнослав, Войномир, Войномил, усечёченной формой которых могло быть имя Войнило. Сокращение полных имён было связано с неудобством в повседневном употреблении из-за громоздкости и долготы. Видимо, такие сокращённые имена постепенно стали существовать независимо от полных имён. С именами на -ило также существовали параллельно имена на -ята (ср.: Воило и Воята, Станило и Станята, Путило и Путята, Войнило и Войнята).
Суффикс -ило выделился из субстантивированных причастий прошедшего времени среднего рода. Известны архаические нарицательные существительные: мужило (от муж), дедило (от дед), ветрило (от ветер) и др. Суффикс -ило, по одной версии, выражает оттенок иронии, связанный с формой среднего рода; по другой, имеет уменьшительно-ласкательное значение, или, по мнению белорусских языковедов Евфимия Карского и Яна Станкевича, этот суффикс употреблялся в значении увеличения. Ян Станкевич приводит толкования таких прозвищ: дурнило — «слишком большой дурак», ходило — «тот, кто слишком часто, даже без нужды ходит», войнило — «чрез меру ретивый вояка».
Однако, если имена на -ило были соотносимы с двухосновными именами (Тешило ← Тешислав или Тешимир), то они, возможно, были не столько уменьшительными (или увеличительными) к ним, сколько бытовыми, обиходными формами.
Применение суффикса -ило впоследствии распространилось также и на церковно-календарные имена: Иванило (от Иван), Карпило (от Карп), Сенчило (от Сенко ← Семён) и др.
В словаре славянских имён Иоанна Пачича и Иоанна Коллара 1828 г. упоминается имя Воинил. Отчество Войнилович и полуотчество Войнилов внесены в «Словарь древнерусских личных собственных имён» Н. М. Тупикова. В псковской грамоте второй половины XIV века есть именование Войнилов («Воиниловя»), рядом с именованием Ратоборцев («Ратоборчевя»). В переписи белорусских хоругвей 1421 г. зафиксировано именование Войнило. В реестре всего войска запорожского 1649 г. Войнило отмечено как личное имя — Войнило Саганенко (ср. там же Гаврило Саганенко). Носители отчества Войнилович отмечены также в XX веке. Южнославянскому народу — македонцам, известно имя Войнило (макед. Војнило; ср. македонское имя Војне). Известный македонский писатель Божин Павловски нарёк именем Войнило одного из персонажей своего романа «Вест Ауст».
В белорусской и украинской топонимии есть названия населённых пунктов с основой Войнило. В Беларуси это два села Войниловичи, сёла: Войнилово, Войнилы, Войниловцы, Войниловщина. В Западной Украине это посёлок городского типа Войнилов. Названия этих топонимов произошли от фамилий или имён основателей этих поселений. Рядом с украинским топонимом Войнилов, расположены также село Долгий Войнилов и село Сивка-Войниловская (их названия являются производными от этого топонима).

### Балтийская версия
Литовский языковед Зигмас Зинкявичюс приводит литовскую этимологию имени Войнило (берёт во внимание Западную Беларусь), и считает его славянизированной формой литовского антропонима Vainilà, который в свою очередь возник в результате сокращения таких древнелитовских двухосновных имён как Vainibutas (Vaini-butas) или Vaingedas (Vain-gedas), Bárvainas (Bár-vainas), Butvainas (But-vainas), Dárgvainas (Dárg-vainas), Gedvainas (Ged-vainas). Компонент -vain- чётко выделяется в составе и других балтийских сложных имён древнейшего образца (лит. Gìl-vain-as, Kañt-vain-as, Vis-vain-as, Tar-vain-as; др.-прусск. Wayne, Wayne-but, Wayne-gede, Prey-wain). Этот тип имён относится к весьма архаичным образованиям. По этой причине смысл, заложенный в сложных именах, плохо поддаётся расшифровке. Первый компонент имени Vaini-butas — vainà «вина, причина» (ср. vainoti (vain-oti) «обвинять, бранить»), а второй компонент — butas «жильё» или būti «быть». Ещё известны литовские антропонимы Vainius, Vainȳs, Vainelis, Vainaitis, Vainiónis, Vainiūnas, Vainùtis, Vaineikis; названия населённых пунктов Vainikai, Vainiškiai, Vainùtas; гидронимы Vainežeris (Vain-ežeris), Vainupis (Vain-upis), Vainila; прусские топонимы Wayniten, Vainlauken и др.
Аналогичная точка зрения у польского языковеда Войцеха Смочинского. Белорусский топонимист Вадим Жучкевич считал, что сближение антропонима Войнило с литовской основой вероятнее, чем со славянской, и приводил литовский глагол vainoti «обвинять, бранить». В псковских диалектах отмечен глагол вайнуть «прикрикнуть», являющийся балтизмом.
Множество балтийских имён с компонентом -vain- и их сокращённые варианты (Vainila, Vainius и др.) приводит также немецкий языковед Август Лескин. Однако он указал (со ссылкой на Эрнста Леви), что компонент -vain-, возможно, связан со славянским словом война, которое отмечено в литовских диалектах как заимствованное из славянских языков (лит. диал. vaina, vainas «война»). В таком случае имя Vainibutas сближается с другим древним литовским именем — Kaributas (Kari-butas), первый компонент которого — karias «войско» или karys «воин» (ср. karo, karas «война»), а второй — butas «жильё» или būti «быть».
Согласно этимологическому словарю Фасмера славянское слово война этимологически родственно со славянским словом вина, которое в свою очередь родственно литовскому vainà «вина, причина». Это объясняется близостью славянских и балтийских языков. Согласно толковому словарю Ожегова, славянское слово брань в устаревшем значении — «война, битва» (ср. На поле брани).
Зигмас Зинкявичюс заметил, что в прошлом в антропонимах белорусов и литовцев было много общего. Данная общность была обусловлена не столько соседскими контактами, сколько наличием общей системы наименования людей в официальных документах. Так как официальным письменным языком Великого княжества Литовского был западнорусский язык, то личные имена вне зависимости от происхождения, как правило, писались в славянской форме. В документах, относящихся к современной этнической Литве, литовские имена часто заменялись писарями на их славянские соответствия, а литовский патронимический суффикс -айтис на славянский -ович (ср. Войнюс Совойнович и Можутис Совойнайтис, Бутвил Войнарович и Гедут Войнарайтис). Зигмас Зинкявичюс приводит именование Войчис Войнилович (1540), как пример сохранения литовского личного имени и флексии (ср. Войчис Вербайтис, Войчис Билюнос). В переписи жемайтских (литовских) волостей 1537—1538 годов, которая охватывает огромное количество крестьянских имён Жемайтии, есть такие примеры переписи одних и тех же людей в разное время: Михно Войнелис в 1537 году и Михно Войнелович в 1538, Мостейко Войналович в 1537 и Мостейко Войнесайтис в 1538, Ян Воинбутович в 1537 и Ян Вонмонтайтис в 1538. Также ср. Римкус Войнибутович в 1496; Минейко Вонбутайтис в 1538; Ивашко Вонибутович, Мартин Вонбитович, Вонбут Велойтис в 1528 году (от Vainibutas).
В пользу литовского происхождения имени Войнило высказывалась также комиссия, издававшая Архив Юго-Западной России, авторы которой поставили его в один ряд с литовскими именами: Сорвил, Киркилло, Корбут, Нарбут, Эйтвил и другими.

 
Известный российский генеалог Витольд Руммель, который писал статьи о происхождении дворянских родов для энциклопедического словаря Брокгауза и Ефрона, считал, что род Войниловичей имеет литовское происхождение. Однако известный представитель этого рода — Эдвард Войнилович, утверждал, что род имел белорусские корни: 
Войниловичи не пришли ни с Востока, ни с Запада — они коренные, местные, кость от кости, кровь от крови того народа, который когда-то хоронил своих предков в этих курганах (сегодня — на сельских кладбищах) и родную белорусскую землю сохой пашет.
По подсчётам Зигмаса Зинкявичюса, в документах начала XVII века на территории современной этнической Литвы личные наименования, в которых не обнаруживаются элементы литовского языка, составляют около 70 %. Это сохранилось и в современных литовских фамилиях. Например, одна из самых частотных литовских фамилий Станкявичюс (лит. Stanкevičius) восходит к белорусской фамилии Станкевич (от Станко ← Станислав). Общие корни, заимствования и параллелизм в некоторых белорусских и литовских фамилиях вызывает трудности для их размежевания.

## Упоминания в исторических источниках
- Войнилов («Воиниловя»), в псковской грамоте второй половины XIV века[35][36].
- Пан Федосей Войнилович и пан Яков Войнилович, упоминаются при обмежевании спорных земель Лавришевского монастыря. 1398 г.[65] (Федосей ← Феодосий).
- Войнило, в переписи белорусских хоругвей 1421 г.[37]
- Войнило, человек литовского пана Радивила Остиковича. 1449 г.[66]
- Пан Федко Войнилович, в грамоте литовского князя Свидригайло Ольгердовича. 1451 г.[11][67]
- Князь Мацко Войнилович. 1467 г.[34] (Мацко — от Мацвей ← Матвей).
- Пан Пашко Войнилович, в Литовской Метрике 1440—1498 гг.[66]
- Феодосий IV Войнилович, архимандрит Киево-Печерской Лавры. 1482 г.[68]
- Александр Войнилович, новгородец (житель Новогрудка). 1486 г.[69]
- Васько Войнилович, новгородец (житель Новогрудка). 1486 г.[69]
- Олехно Войнилович, новгородец (житель Новогрудка). 1486 г.[69] (Олехно — от Александр).
- Мацко Войнилович, новгородец (житель Новогрудка). 1488 г.[69]
- Стецко Войнилович, новгородец (житель Новогрудка). 1488 г.[69] (Стецко — от Степан).
- Богдан Войнило, смоленский боярин. 1492 г.[69]
- Грицко Войнилович, дворянин господарский. 1503 г.[61] (Грицко — от Григорий).
- Ивашко Войнилович, виленский бурмистр. 1511 г.[34] (Ивашко — от Иван).
- Михно Войнилович, в списке дворян, отправленных с князем В. А. Полубенским в военную экспедицию 1514 г.[70] (Михно — от Михаил).
- Филипп Войнилович, мещанин виленский. 1521 г.[71]
- Войнило Максимович, отчич пана Станька Костевича. 1522 г.[72]
- Хома Войнилович, боярин любецкий. 1522 г.[72] (Хома — от Фома).
- Семён Войнилович, дворянин, в войске Великого княжества Литовского. 1528 г.[73]
- Сенько Войнилович, боярин Новгородского повета, в войске Великого княжества Литовского. 1528 г.[73] (Сенько — от Семён).
- Юхно Войнилович, боярин Городецкого повета, в войске Великого княжества Литовского. 1528 г.[73] (Юхно — от Юхим ← Евфимий).
- Грыцко Войнилович, мещанин виленский. 1529 г.[74]
- Войчис Войнилович, господарский подданный в Гродно. 1540 г.[59] (Войчис — от Войч ← Войчех ← Войцех; ср. лит. Vaičys).
- Симеон Стецкович-Войнилович, предок Эдварда Войниловича, в документах Савичского архива. 1559 г.[63]
- Иван Русин Войнилович, в переписи войска Великого княжества Литовского 1567 г.[4]
- Иван Семёнович Войнилович, в переписи войска Великого княжества Литовского 1567 г.[75]
- Андрей Маткович Войнилович, хорунжий Новогрудский. 1570 г.[76] (Матко — от Матвей).
- Васько Войнилович, в реестре всего войска запорожского 1649 г. (там же Войнило Саганенко[38] и Гаврило Саганенко).
- Иван Войнилов, мстиславский помещик. 1654 г.[7] (В документах московских канцелярий, связанных с белорусскими землями).
- Константин Войнилов, быховский шляхтич. 1660 г.[8] (В документах московских канцелярий, связанных с белорусскими землями).

Сравните также:
- Семён Воилович, в совете князя Новгород-Северского Корибута Ольгердовича. 1388 г.[77] (← Воило).
- Володько Войнелевич, человек городеньский, в Литовской Метрике 1518—1523 гг.[78]

## Родственные и созвучные фамилии
В Беларуси встречаются также некоторые родственные по происхождению фамилии: Войнелович и Вайнелович (с суффиксом -ело, который может быть связан с литовским уменьшительным суффиксом -elis), Войналович и Вайналович, Войнолович (с суффиксами -ало, -оло). В Литве известны фамилии Вайнелавичюс и Вайналавичюс (лит. Vainelavičius и Vainalavičius). В Северо-Западной Украине (Волынь) довольно часты фамилии Войналович и Войнолович.
Известны также созвучные фамилии литовского происхождения: Войшвило, Войшвилло, Войшвилович, которые происходят от древнелитовского двухосновного имени Vaišvila.
У южных славян (сербов, хорватов, боснийцев) встречаются некоторые созвучные фамилии. Например, Воймилович (серб. Војмиловић, хорв. Vojmilović) — от славянского двухосновного имени Воймил (серб. Војмил, хорв. Vojmil; ср. Войслав, Воймир, Войнег). От этой фамилии произошло название сербского населённого пункта Воймиловичи (серб. Војмиловићи). Ещё ср. Войлович (серб. Војловић, хорв. Vojlović) — от имени Воило (серб. Војило, хорв. Vojilo). Встречается также фамилия Войникович (серб. Војниковић, хорв. Vojniković) — от имени Войник «Воин» (серб. Војник, хорв. Vojnik).